# Созанський Олег Олегович

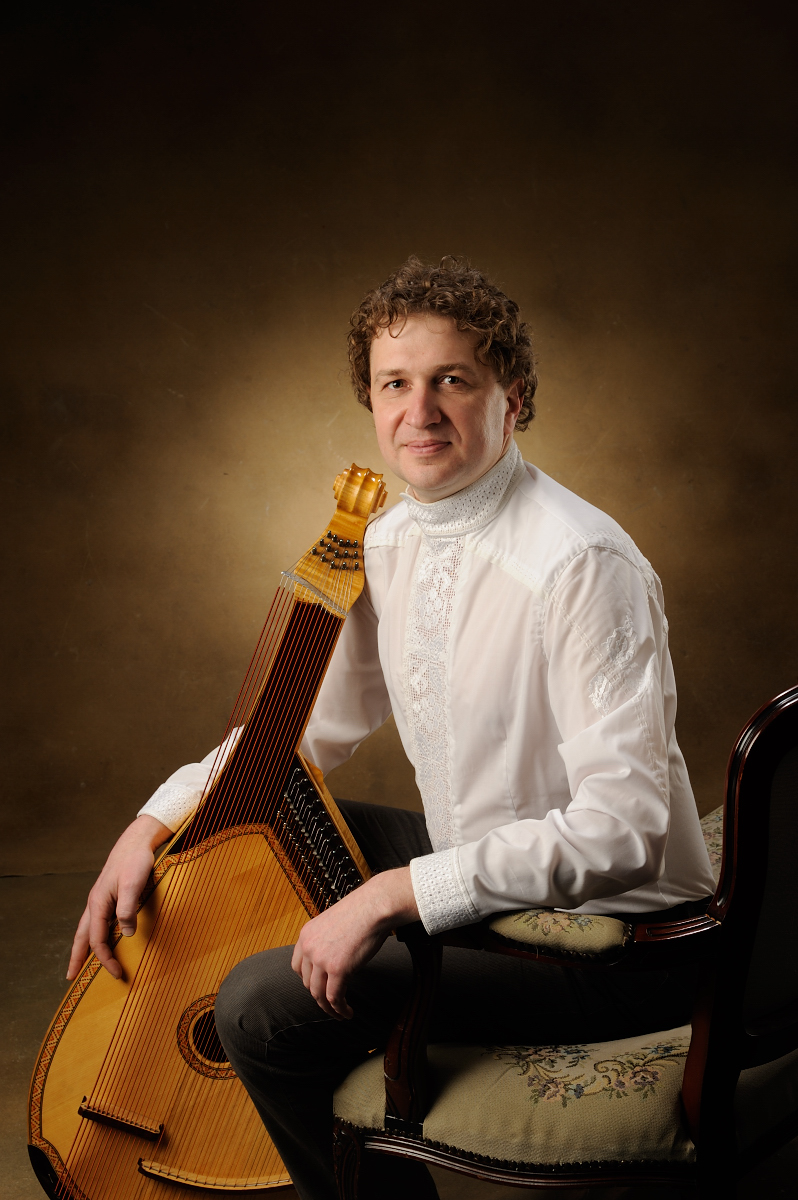

Оле́г Олегович Соза́нський (нар. 28 жовтня 1973, місто Великі Мости, Львівської області) — український бандурист, заслужений артист України, педагог, мистецький діяч.

## Життєпис
Народився 28 жовтня 1973 року, у місті Великі Мости, Львівської області.
Навчався у Червоноградській СШ № 6 та Гірницькій музичній школі, яку закінчив у 1988 року по двох класах — бандура та фортепіано.
У 1992 році, здобув музичну освіту як бандурист та хормейстер у Львівському державному музичному училищі імені С. П. Людкевича (бандура — клас М. Наконечної, диригування — клас Н. Кос).
У 1997 році, закінчив навчання у Львівському вищому державному музичному інституті імені Миколи Лисенка (тепер — Львівська національна музична академія імені Миколи Лисенка, клас бандури професора Василя Герасименка). Володіє двома різними способами гри на бандурах «київського» та «харківського» типів.
Лауреат I-ї премії міжнародного та всеукраїнського конкурсів:
- Всеукраїнський конкурс бандуристів (Дніпропетровськ, 1992, разом з Василем Лютим);
- Міжнародний конкурс імені С. Людкевича (Торонто 1995 рік).

Постійно представляє Україну на міжнародних фестивалях, конкурсах (Польща, Німеччина, Франція, Словаччина, США, Канада) як виконавець та педагог.

Творча співпраця пов'язує музиканта зі знаними у світі камерними та симфонічними оркестрами: Академічний камерний оркестр «Віртуози Львова», «Академія», «Київська камерата», камерний оркестр Одеської філармонії, симфонічний оркестр Запорізької філармонії, Orkiestra Symfonichna Filharmonii Zielonogórskej (Польща), Orkiestra Symfonichna Filharmonii Łódzkiej (Польща). Представляв Україну на численних міжнародних фестивалях, закордонних гастролях в країнах Європи та Північної Америки. Серед останніх здобутків музиканта, участь у проєкті «Ковчег Україна : Музика»  під батутою диригентки Оксани Линів.
Як віцепрезидент благодійного фонду «Кобзар» активно займається громадською діяльністю, а саме, у співпраці з «Bandura Faundation» (Canada), Школою гри на бандурі імені Г. Китастого (USA), Centrum Inicjatyv Kulturalnych «Mytusa», фундацією «Cultura Animi» (Poland) організовує і проводить майстер-класи, семінари та конференції для бандуристів діаспори та України. Член журі Всеукраїнських та Міжнародних конкурсів. Мистецький керівник табору «Кобзарська Січ» (Emlenton, USA).
З 1994 року триває творча співпраця О. Созанського з бандуристом Тарасом Лазуркевичем, з яким вони створили дует «Бандурна розмова». У складі цього дуету Олег Созанський успішно концертував у багатьох містах України, гастролював за кордоном, систематично брав участь у Міжнародних і Всеукраїнських музичних фестивалях, зокрема, у Києві (1996—2010 рр.), Харкові (1998 р.), Львові (1994—2012 рр.), Польщі (1994—2012 рр.), Канаді (1992, 1999, 2006 рр.), США (2006—2009 рр.). У 2002 р. дует нагороджено титулом «Кращий музикант року» (м. Львів), у 2010 — володар премії ім. С. Людкевича «Львівська Слава». У 2008 році Указом Президента В. Ющенка музиканти нагороджені званнями заслужених артистів України.
З 2000 р. Олег Созанський — викладач відділу народних інструментів Львівського державного музичного ліцею імені С. Крушельницької. З 2009 — поєднує викладацьку діяльність із посадою заступника директора з методичної роботи та міжнародних перспектив.
З 2017 року також є директором Конкурсу молодих вокалістів імені Василя Сліпака.
Член журі всеукраїнських та міжнародних конкурсів, модератор та виконавець безлічі концертів-лекцій та майстер-класів для бандуристів в Україні та діаспорі. 
У репертуарі заслуженого артиста України Олега Созанського з новим подихом звучать українські історичні думи, обробки народних пісень, інструментальні твори класиків. Виступи бандуриста є універсальними: він не тільки співає у супроводі бандури, а й презентує свою майстерність у супроводі оркестру. 

## Дискографія
В активі музиканта записи CD:
- «Байда».
- «Бандурист».
- «Бандурна розмова I».
- «Бандурна розмова II».

DVD «Струноспів».
Аудіотреки до фільму Єжи Гофмана «Вогнем і мечем».